# Diarhabdosia brunnea
Diarhabdosia brunnea är en fjärilsart som beskrevs av Gottfried Christian Reich 1933. Diarhabdosia brunnea ingår i släktet Diarhabdosia och familjen björnspinnare. Inga underarter finns listade i Catalogue of Life.